# Royal Mile
The Royal Mile (in gaelico scozzese Am Mìle Rìoghail)  è il nome popolare per una successione di strade che tagliano la città vecchia di Edimburgo e collega il Castello all'Holyrood Palace.
Come dice il nome, il Royal mile è una strada che taglia in due la vecchia città e collega i due monumenti più importanti di Edimburgo. Essa è lunga circa un miglio scozzese. Le strade che la formano si chiamano (da ovest verso est) Castle Esplanade, Castlehill, Lawnmarket, High Street, Canongate e Abbey Strand. È la strada della città vecchia più trafficata, frequentata soprattutto dai turisti, e rivaleggia con Princess street, la strada degli acquisti sita nella nuova città di Edimburgo.

## Castle Esplanade e Castlehill
The Castle Esplanade, una grande piazza antistante l'ingresso del Castello, venne realizzata, nel XIX secolo, per usi militari. Essa è sede dell'annuale Edinburgh Military Tattoo.
Dalla Castle Esplanade, un breve tratto di strada, denominato Castlehill, è dominato dalla St John's Church ora sede della direzione del Festival di Edimburgo. Su questo tratto di strada si trovano anche la Outlook Tower con la sua Camera Oscura, la General Assembly Hall of the Church of Scotland  e il New College di Edimburgo situati entrambi sulla parte sottostante della collinetta artificiale che collega la Città Vecchia con la città nuova (il Mound).

## Lawnmarket
Il Lawnmarket, che era la strada dei venditori di stoffe, è sede di negozi di souvenir per turisti. Al centro tra essi si trova la famosa Gladstone's Land, edificio risalente al 1550 comprato e ristrutturato dal ricco mercante Thomas Gladstanes da cui prende il nome. Lawnmarket incrocia la National Cycle Route dove fa da quinta l'edificio neobarocco della Bank of Scotland oggi sede del Musum on the Mound. 

## High Street
La High street, durante l'annuale svolgimento del Festival, diventa il centro della città così com'è brulicante di turisti, artisti e musicisti di strada in ogni ora del giorno e della notte.
Su questo tratto di strada ha sede l'High Court of Justiciary e quindi la Parliament Square sede dell'antico Parlamento scozzese che qui ebbe sede dal 1630 al 1707. Sulla piazza si trova anche St Giles Cathedral, la cattedrale di Edimburgo.

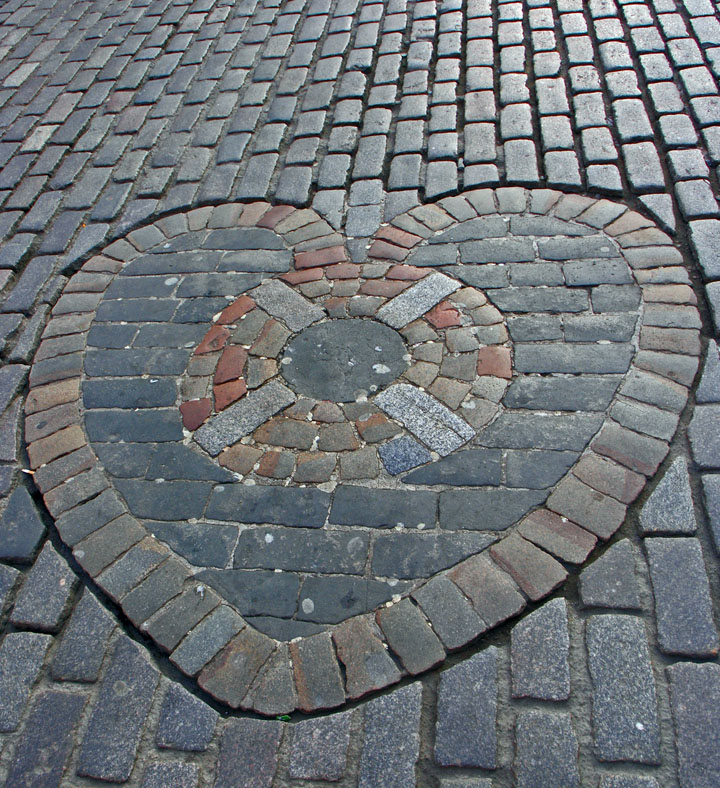
The Heart of Midlothian

Presso la porta ovest della cattedrale di St Giles vi è un mosaico a forma di cuore sul marciapiede, che segna il luogo dove esisteva la vecchia prigione di Tolbooth. I prigionieri dell'epoca erano usi sputare prima di entrare nella prigione e questa tradizione è mantenuta da alcuni abitanti di Edimburgo che sputano sul mosaico in segno di buon augurio. Di fronte alla cattedrale vi è il palazzo della municipalità di Edimburgo, il City Chambers.
Il tratto più trafficato del Royal mile è l'incrocio con The Bridges, la strada che scavalcando la ferrovia, conduce a Princess street.
Proseguendo per la High street si incontra la casa di John Knox. Dopo questo monumento si raggiungono gli antichi limiti della città. Qui esiste il World's End Pub, cosiddetto in quanto a quel tempo questo era l'estremo limite della città. Al di là vi erano i terreni di proprietà della Holyrood Abbey.

## Canongate
Dopo l'incrocio, il Royal Mile continua su Canongate, che significa strada dei monaci. Essa continua a scendere verso il Palazzo di Holyroodhouse e le rovine della Holyrood Abbey.

## Abbey Strand
L'Abbey Strand è il tratto finale della strada che porta all'ingresso dell'Holyrood Palace.